# Halotis pilifera
Halotis pilifera är en amarantväxtart som först beskrevs av Horace Bénédict Alfred Moquin-Tandon, och fick sitt nu gällande namn av Viktor Petrovitj Botjantsev. Halotis pilifera ingår i släktet Halotis och familjen amarantväxter. Inga underarter finns listade i Catalogue of Life.